# Old Trafford
Old Trafford je stadion u Manchesteru na kojem igra nogometni klub Manchester United. Sa 76.000 sjedećih mjesta, drugi je najveći engleski stadion, nakon Wembleya. Nadimak stadiona je Kazalište snova, kako ga je prozvao legendarni igrač Uniteda, Sir Bobby Charlton. 
Manchester United na Old Traffordu igra od 1910. s iznimkom od 1941. do 1949. kada je stadion bombardiran u drugom svjetskom ratu. Za to vrijeme, United je dijelio stadion Maine Road s Manchester Cityjem. 
Na Old Traffordu se često igraju polufinala FA kupa, te su se igrale i utakmice engleske nogometne reprezentacije dok je Wembley bio u izgradnji. Također su na njemu odigrane utakmice svjetskog prvenstva 1966., EURO-a 1996. te finale Lige prvaka 2003. 

## Vanjske poveznice
- Old Trafford na ManUtd.com

|  | Zajednički poslužitelj ima još gradiva o temi Old Trafford |

| Prethodnik:  | Domaćin finala UEFA Lige prvaka 2003. | Nasljednik:      |
| Hampden Park | Domaćin finala UEFA Lige prvaka 2003. | AufSchalke Arena |